# Weida
Weida är en stad i mellersta Tyskland, belägen i Landkreis Greiz i förbundslandet Thüringen, 12 km söder om staden Gera och 76 km söder om Leipzig. Staden ingår i förvaltningsgemenskapen Weida tillsammans med kommunen Crimla.

## Geografi

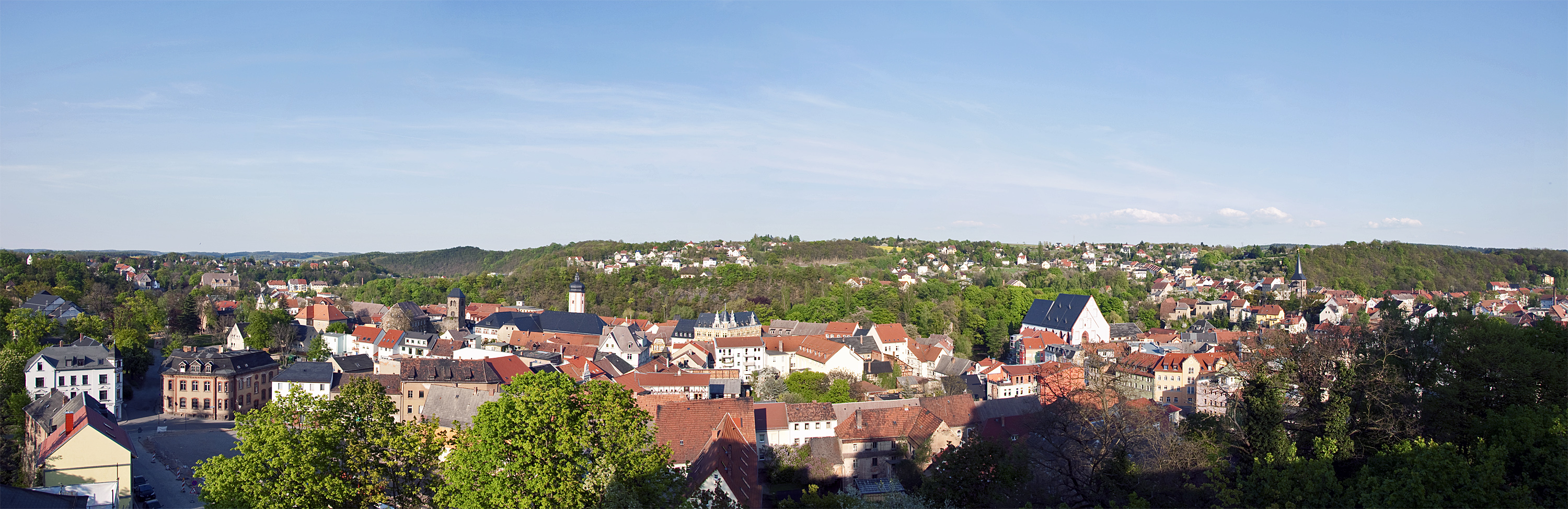
Utsikt över stadens centrum

Staden ligger i en dal mellan skogbeklädda berg i Vogtland i östra delen av Thüringen, vid floden Weida på den plats där floden Auma rinner samman med den. Närmaste större stad är Gera, 12 km norrut, och de närmaste storstadsregionerna är Leipzig, 76 km norrut, och Chemnitz, 70 km österut.

### Indelning
Weida är en självständig stadskommun (Stadt) som saknar administrativ underindelning. Staden sköter även vissa administrativa funktioner åt kommunen Crimla norr om staden.
Traditionellt benämns stadens äldre respektive nyare delar Altstadt och Neustadt. De tidigare byarna Deschwitz och Liebsdorf är idag bostadsområden i staden.

## Kända Weidabor
- Emil Adolf Rossmässler (1806-1867), naturforskare och politiker, bosatt 1827-1830 i Weida.